# Basilika St. Peter und Paul (Dendermonde)

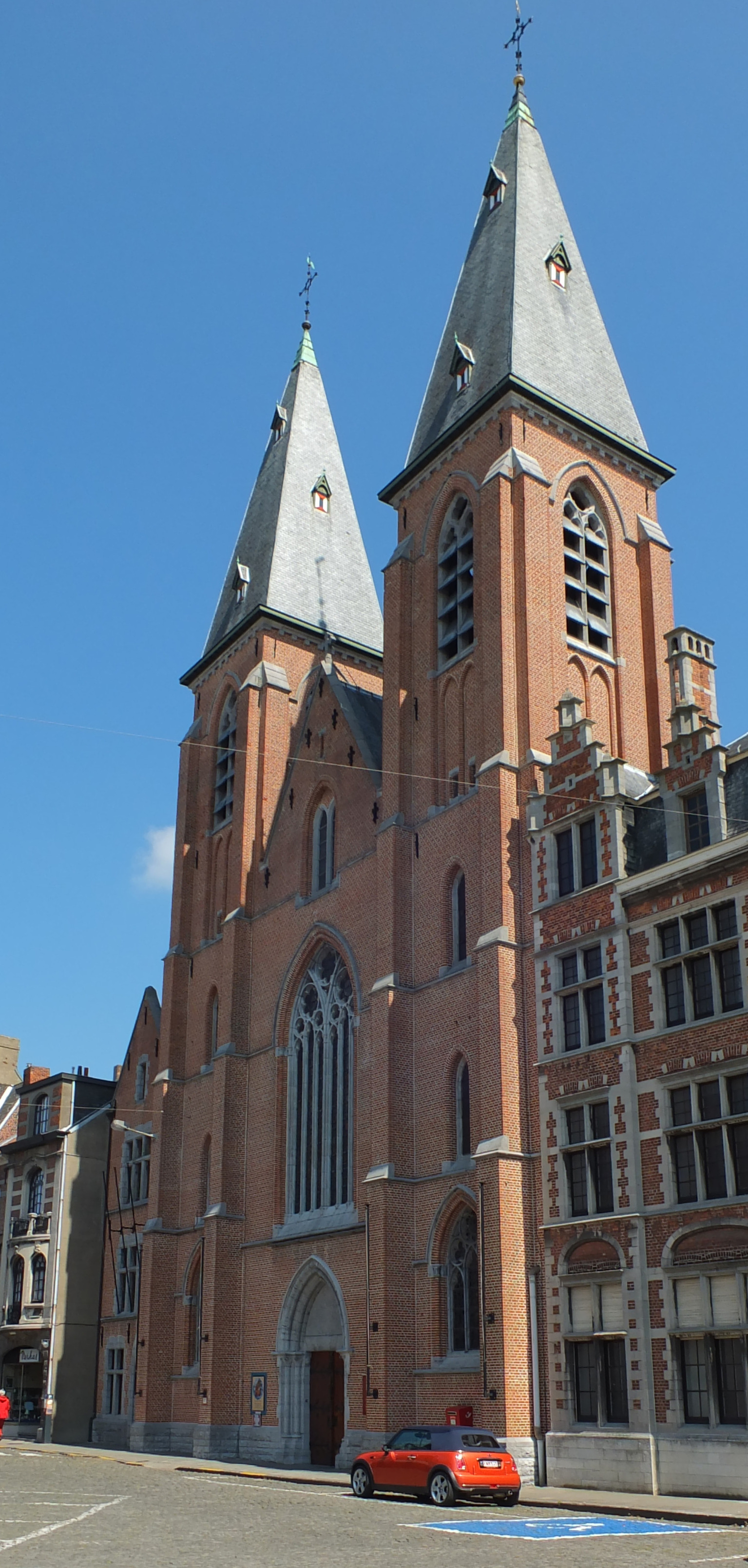
Turmfassade der Basilika

Die Basilika St. Peter und Paul ist eine römisch-katholische Kirche in Dendermonde, Belgien. Die Kirche der Benediktinerabtei Dendermonde ist den Aposteln Simon Petrus und Paulus von Tarsus gewidmet und trägt den Titel einer Basilica minor.

## Geschichte der Basilika
In dem vormaligen Kapuzinerkloster wurde 1837 eine Benediktinerabtei eingerichtet. Im Jahr 1900 wurde die alte Kapuzinerkirche zu klein und abgerissen. Sie wurde 1902 durch das heutige Kirchengebäude ersetzt. Im Jahr 1914 wurde die Abtei, wie große Teile von Dendermonde, durch einen Kriegsbrand weitgehend zerstört, so auch die Türme und das Dach der Abteikirche. Das starke Gewölbe widersetzte sich jedoch dem Feuer, so dass das eigentliche Kirchengebäude erhalten blieb. Zusammen mit der Sakristei wurde aber auch ein Teil des Chorgestühls vom Feuer betroffen. Im Jahr 1919 wurde mit der Restaurierung der Abteikirche und dem Bau der neuen Abtei begonnen. 1939 erhielt die Kirche durch Papst Pius XI. den Rang einer Basilica minor verliehen. Ein Gedenkstein an der Rückseite der Kirche erinnert an diese Erhebung.

## Architektur und Ausstattung
Die dreischiffige Kreuzkirche mit ihrer Doppelturmfassade wurde im neogotischen Stil nach Plänen des Baumeisters Auguste Van Assche errichtet. Das Hauptschiff besitzt ein Giebeldach, die rechteckigen Querschiffarme haben Schieferdächer und der Chor  ein Schieferdach mit Dachgauben. Die ganze Kirche ist mit Kreuzrippengewölben aus Backstein auf profilierten Rippen auf Kapitellen bedeckt.
Bei der Restaurierung wurde der Innenraum im flämischen Renaissance-Stil nach den Plänen des Genter Architekten Valentin Vaerwyck umgebaut. Camille Ganton aus Gent schuf die Buntglasfenster, der Bildhauer Remi Zimmer aus Gent fertigte den Hochaltar mit einem Retabel aus Alabaster sowie die Statue des heiligen Benedikt, die Kanzel und das Chorgestühl. Die beiden Altäre am Eingang des Chors sind dem Heiligsten Herzen Jesu und Unserer Lieben Frau von Affligem gewidmet.
Die heutige Orgel von Johannes Klais Orgelbau aus Bonn stammt aus dem Jahr 1958. Sie ist mit 28 Registern und 2056 Pfeifen ausgestattet.